# 科內哈塔 (密西西比州)
科內哈塔（英語：Conehatta）是位於美國密西西比州牛頓縣的普查規定居民點。

## 人口
根據2020年美國人口普查的數據，科內哈塔的面積為40.93平方千米，當中陸地面積為40.65平方千米，而水域面積為0.28平方千米。當地共有人口1376人，而人口密度為每平方千米33.62人。